# Noah Mbamba
Noah Mbamba (Elsene, 5 januari 2005) is een Belgisch voetballer die sinds 2023 onder contract ligt bij Bayer 04 Leverkusen. Hij speelt voornamelijk als verdedigende middenvelder, maar ook als centrale verdediger.

## Clubcarrière

### Jeugd
Mbamba belandde via FC Vilvoorde en KV Woluwe-Zaventem bij KRC Genk. In december 2019 zat de Limburgse club voor het eerst aan tafel met de familie Mbamba voor een contractvoorstel met het oog op zijn vijftiende verjaardag op 5 januari 2020, maar familie en club raakten er niet uit. Op het einde van het seizoen ruilde Mbamba, samen met zijn jongere broer Lucas, de jeugdopleiding van KRC Genk voor die van Club Brugge. Club Brugge betaalde een opleidingsvergoeding van 50.000 euro voor hem.

### Club Brugge
Op 22 januari 2021 maakte hij zijn debuut voor Club NXT, het beloftenelftal van Club Brugge in Eerste klasse B: tegen Lierse Kempenzonen kreeg hij van trainer Rik De Mil een basisplaats. In februari 2021 ondertekende hij een contract tot 2023 bij Club Brugge, dat hem een maand later overhevelde naar de A-kern. Hij debuteerde op 23 mei 2021 voor het A-elftal van Club Brugge: op de slotspeeldag van de competitie, toen Club Brugge de landstitel al op zak had, kreeg hij een basisplaats tegen zijn ex-club Genk. Club Brugge verloor de wedstrijd met 1-2, maar Mbamba schreef wel geschiedenis: met zijn 16 jaar, 4 maanden en 8 dagen werd hij immers de tweede jongste speler ooit in het eerste elftal van Club Brugge – enkel de veertienjarige Désiré Paternoster was in 1901 jonger.
Op 17 juli 2021 kreeg hij in de eerste officiële wedstrijd van het seizoen, de Supercup tegen Genk, opnieuw een basisplaats. Deze keer trok Club Brugge het langste eind, waardoor Mbamba zijn eerste prijs met het eerste elftal van blauw-zwart won. Trainer Philippe Clement toonde zich achteraf tevreden over de prestatie van Mbamba, maar gaf meteen ook aan dat hij de tiener niet zou opbranden. Mbamba speelde dat seizoen veertien competitiewedstrijden, waarvan wel elf als invaller. Clement liet hem ook driemaal invallen in de Champions League-groepsfase. Met ook nog drie optredens in de Beker van België (basisplaats tegen KMSK Deinze, invalbeurten tegen KRC Genk en OH Leuven) kwam Mbamba dat seizoen aan 21 officiële wedstrijden in het eerste elftal van Club Brugge.
Het vertrek van Clement naar AS Monaco op het einde van het kalenderjaar 2021 was bepalend voor Mbamba: de tiener, die in januari 2022 de winterstage van Club Brugge in Marbella miste door een coronabesmetting, speelde in het seizoen 2021/22 geen enkele officiële wedstrijd meer onder leiding van Clements opvolger Alfred Schreuder. Dat veranderde na het vertrek van de Nederlander op het einde van het seizoen: bij de start van seizoen 2022/23 mocht Mbamba enkele keren meespelen met Club Brugge onder de nieuwe trainer Carl Hoefkens. In de Supercup tegen KAA Gent (1-0-winst) kreeg hij een basisplaats, net in de eerste competitiewedstrijd tegen KRC Genk, waarin hij evenwel gewisseld werd bij de rust. Na nog een invalbeurt tegen KAS Eupen op de tweede competitiespeeldag verdween hij opnieuw naar de achtergrond en kreeg hij enkel nog speelminuten bij Club NXT, dat in het seizoen 2022/23 na een jaar afwezigheid weer uitkwam in Eerste klasse B. Het bleef intussen gaan over het aflopende contract van Mbamba, die een nieuw contractvoorstel weigerde.

### Bayer 04 Leverkusen
Half januari 2023 vertrok Mbemba naar Bayer 04 Leverkusen, dat hem een contract tot medio 2028 aanbood. Club Brugge kreeg nog 100.000 euro voor de tiener, wiens contract in het Jan Breydelstadion op het einde van het seizoen afliep. Op 27 mei 2023 maakte Mbamba z'n officiële debuut in het eerste elftal van Bayer Leverkusen: op de slotspeeldag van de Bundesliga liet trainer Xabi Alonso hem in de 3-0-nederlaag tegen VfL Bochum in de blessuretijd invallen voor Moussa Diaby.
Op 14 april 2024 mocht Mbamba na zijn prijzen met Club Brugge een Duitse landstitel bijschrijven op zijn palmares. De bijdrage van Mbamba hieraan was niet zo groot: na zijn invalbeurt tegen SV Darmstadt 98 op de derde competitiespeeldag, waarin hij goed was voor een assist, gunde Xabi Alonso hem tegen 1. FC Union Berlin (11e speeldag) en Darmstadt 98 (20e speeldag) slechts een handvol minuten. Mbamba vergaarde meer speeltijd in de Europa League, waar hij op de vijfde groepsspeeldag een volledige helft mocht meespelen tegen BK Häcken (0-2-winst) en op de slotspeeldag ruim een halfuur kreeg tegen Molde FK (5-1-winst). Mbamba leverde tegen Molde de assist af voor de 4-0 van Adam Hložek en scoorde in principe de 5-0 aangezien hij het afstandsschot van Hložek tegen het hoofd kreeg, maar de UEFA kende het doelpunt toe aan de Tsjech.

## Clubstatistieken
| Seizoen         | Club                | Land               | Competitie      | Competitie | Competitie | Beker | Beker | Supercup | Supercup | Europees | Europees | Totaal | Totaal |
| Seizoen         | Club                | Land               | Competitie      | Wed.       | Dlp.       | Wed.  | Dlp.  | Wed.     | Dlp.     | Wed.     | Dlp.     | Wed.   | Dlp.   |
| --------------- | ------------------- | ------------------ | --------------- | ---------- | ---------- | ----- | ----- | -------- | -------- | -------- | -------- | ------ | ------ |
| 2020/21         | Club NXT            | Vlag van België    | Eerste klasse B | 11         | 0          | —     | —     | —        | —        | —        | —        | 11     | 0      |
| 2020/21         | Club Brugge         | Vlag van België    | Eerste klasse A | 1          | 0          | 0     | 0     | [ 25 ]   | [ 25 ]   | 0        | 0        | 1      | 0      |
| 2021/22         | Club Brugge         | Vlag van België    | Eerste klasse A | 14         | 0          | 3     | 0     | 1        | 0        | 3        | 0        | 21     | 0      |
| 2022/23         | Club Brugge         | Vlag van België    | Eerste klasse A | 2          | 0          | 0     | 0     | 1        | 0        | 0        | 0        | 3      | 0      |
| 2022/23         | Club NXT            | Vlag van België    | Eerste klasse B | 9          | 3          | —     | —     | —        | —        | —        | —        | 9      | 3      |
| 2022/23         | Bayer 04 Leverkusen | Vlag van Duitsland | Bundesliga      | 1          | 0          | 0     | 0     | —        | —        | 0        | 0        | 1      | 0      |
| 2023/24         | Bayer 04 Leverkusen | Vlag van Duitsland | Bundesliga      | 3          | 0          | 1     | 0     | —        | —        | 2        | 0        | 6      | 0      |
| Carrière totaal | Carrière totaal     | Carrière totaal    | Carrière totaal | 41         | 3          | 4     | 0     | 2        | 0        | 5        | 0        | 52     | 3      |

Bijgewerkt op 23 april 2024.

## Interlandcarrière
Mbamba speelde in 2020 twee jeugdinterlands voor de U15 van België. In 2021 maakte hij meteen de sprong naar de U19: in september van dat jaar nam bondscoach Wesley Sonck hem mee op stage naar Portugal. Op 21 maart 2024 maakte hij z'n debuut voor de Belgische beloften: in de EK-kwalificatiewedstrijd tegen Malta (3-1-winst) liet beloftenbondscoach Gill Swerts hem in de 88e minuut invallen voor Jarne Steuckers.

## Erelijst
| Competitie              |             |                  |             |             |
| Competitie              | Aantal      | Jaren            |             |             |
| Club Brugge             | Club Brugge | Club Brugge      | Club Brugge | Club Brugge |
| ----------------------- | ----------- | ---------------- | ----------- | ----------- |
| Landskampioen België    | 2x          | 2020/21, 2021/22 |             |             |
| Belgische Supercup      | 2x          | 2021, 2022       |             |             |
| Bayer Leverkusen        |             |                  |             |             |
| Landskampioen Duitsland | 1x          | 2023/24          |             |             |

## Trivia
- Mbamba werd bij zijn debuut voor Club NXT op 23 januari 2021 de jongste speler ooit in Eerste klasse B met een leeftijd van 16 jaar en 17 dagen. Hij nam het record over van zijn ploegmaat Mathis Servais, die bij zijn debuut een maand eerder 16 jaar en 18 dagen was.[29] Acht dagen later was hij zijn record al kwijt aan ploegmaat Kyriani Sabbe.
- Mbamba werd op 23 mei 2021 de eerste speler uit het geboortejaar 2005 die speelminuten kreeg in de Jupiler Pro League.[30]
- In september 2022 werd hij door de Britse krant The Guardian opgenomen in de lijst van de 60 grootste voetbaltalenten geboren in het jaar 2005.[31]